# Gouvernement Dzurinda I
 (septembre 2023).
Si vous disposez d'ouvrages ou d'articles de référence ou si vous connaissez des sites web de qualité traitant du thème abordé ici, merci de compléter l'article en donnant les références utiles à sa vérifiabilité et en les liant à la section « Notes et références ».
République slovaque
Mečiar III Dzurinda II
Le gouvernement Dzurinda I (en slovaque : Prvá vláda Mikuláša Dzurindu) est le gouvernement de la République slovaque entre le 30 octobre 1998 et le 15 octobre 2002, sous la IIe législature du Conseil national.
Il est dirigé par le nouveau président du gouvernement Mikuláš Dzurinda, arrivé deuxième des élections législatives. Il succède au troisième gouvernement du conservateur nationaliste Vladimír Mečiar et cède le pouvoir au gouvernement Dzurinda II après que la SDKÚ a forgé une coalition à la suite des élections de 2002.

## Historique
Dirigé par le nouveau président du gouvernement conservateur Mikuláš Dzurinda, anciennement ministre des Travaux publics, ce gouvernement est constitué et soutenu par une coalition de centre droit et centre gauche entre la Coalition démocratique slovaque (SDK), le Parti de la gauche démocratique (SDĽ), le Parti de la communauté hongroise (SMK-MKP) et le Parti de l'entente civique (sk) (SOP). Ensemble, ils disposent de 93 députés sur 150, soit 62% des sièges du Conseil national.
Il est formé à la suite des élections législatives des 25 et 26 septembre 1998.
Il succède donc au troisième gouvernement du conservateur nationaliste et autoritaire Vladimír Mečiar, constitué et soutenu par une coalition entre le Mouvement pour une Slovaquie démocratique (HZDS), l'Union des travailleurs de Slovaquie (sk) (ZRS) et le Parti national slovaque (SNS).

### Formation
Au cours du scrutin, le HZDS arrive de nouveau en tête mais perd près de 30 % de son groupe parlementaire. Il ne devance la SDK, récemment fondée, que d'un seul siège. Il perd également un de ses deux alliés, seul le SNS parvenant à franchir le seuil électoral des 5 %. La Coalition démocratique de l'ancien ministre Mikuláš Dzurinda bâtit alors une majorité parlementaire disposant de plus des trois cinquièmes des mandats du Conseil national.
Lors de l'élection présidentielle de mai 1999, le président du SOP et candidat de la coalition gouvernementale Rudolf Schuster l'emporte au second tour contre Vladimír Mečiar avec plus de 57 % des voix, plus d'un an après la fin du mandat du chef de l'État Michal Kováč.
En février 2000, Dzurinda fonde l'Union démocrate et chrétienne slovaque (SDKÚ), à laquelle adhèrent la plupart des ministres et députés de la SDK.

### Succession
Au cours des élections législatives de septembre 2002, la coalition perd sa majorité du fait de la disparition du SOP du Conseil national. Le président du gouvernement assure cependant son maintien au pouvoir en obtenant le ralliement de la récemment créée Alliance du nouveau citoyen (ANO) et forme ainsi son second exécutif.

## Composition
| Portefeuille                                                                          | Nom                                   | Nom                                        | Parti   |
| ------------------------------------------------------------------------------------- | ------------------------------------- | ------------------------------------------ | ------- |
| Président du gouvernement                                                             |                                       | Mikuláš Dzurinda                           | SDK     |
| Vice-président du gouvernement Affaires économiques                                   |                                       | Ivan Mikloš                                | SDK     |
| Vice-président du gouvernement Affaires législatives                                  |                                       | Ľubomír Fogaš                              | SDĽ     |
| Vice-président(e) du gouvernement Intégration européenne                              |                                       | Mária Kadlečíková (jusqu'au 05.05.2001)    | SOP     |
| Vice-président(e) du gouvernement Intégration européenne                              | Pavol Hamžík (à partir du 30.05.2001) |                                            | SOP     |
| Vice-président du gouvernement Droits de l'Homme, Minorités et Développement régional |                                       | Pál Csáky                                  | SMK-MKP |
| Ministre des Affaires étrangères                                                      |                                       | Eduard Kukan                               | SDK     |
| Ministre de l'Économie                                                                |                                       | Ľudovít Černák (jusqu'au 20.10.1999)       | SDK     |
| Ministre de l'Économie                                                                | Ľubomír Harach                        |                                            | SDK     |
| Ministre de la Défense                                                                |                                       | Pavol Kanis (jusqu'au 02.01.2001)          | SDĽ     |
| Ministre de la Défense                                                                | Jozef Stank                           |                                            | SDĽ     |
| Ministre de l'Intérieur                                                               |                                       | Ladislav Pittner (jusqu'au 14.05.2001)     | SDK     |
| Ministre de l'Intérieur                                                               | Ivan Šimko                            |                                            | SDK     |
| Ministre des Finances                                                                 |                                       | Brigita Schmögnerová (jusqu'au 29.01.2002) | SDĽ     |
| Ministre des Finances                                                                 | František Hajnovič                    |                                            | SDĽ     |
| Ministre de la Culture                                                                |                                       | Milan Kňažko                               | SDK     |
| Ministre de la Gestion et de la privatisation des biens publics                       |                                       | Mária Machová                              | SOP     |
| Ministre de la Santé                                                                  |                                       | Tibor Šagát (jusqu'au 10.07.2000)          | SDK     |
| Ministre de la Santé                                                                  | Roman Kováč                           |                                            | SDK     |
| Ministre de l'Éducation                                                               |                                       | Milan Ftáčnik (jusqu'au 17.04.2002)        | SDĽ     |
| Ministre de l'Éducation                                                               | Peter Ponický                         |                                            | SDĽ     |
| Ministre de la Justice                                                                |                                       | Ján Čarnogurský                            | SDK     |
| Ministre du Travail, des Affaires sociales et de la Famille                           |                                       | Peter Magvaši                              | SDĽ     |
| Ministre de l'Environnement                                                           |                                       | László Miklós                              | SMK-MKP |
| Ministre de l'Agriculture                                                             |                                       | Pavel Koncoš                               | SDĽ     |
| Ministre de la Santé                                                                  |                                       | Gabriel Palacka (jusqu'au 11.08.1999)      | SDK     |
| Ministre de la Santé                                                                  | Jozef Macejko (jusqu'au 22.06.2002)   |                                            | SDK     |
| Ministre de la Santé                                                                  |                                       | Intérim de László Miklós                   | SMK-MKP |
| Ministre des Travaux publics et du Développement régional                             |                                       | István Harna                               | SMK-MKP |